# Pedro Aznar
Pedro Aznar (Buenos Aires, 1959) é um compositor e intérprete argentino.
Tem o contra-baixo como instrumento primário. Utiliza também o piano a guitarra e outros intrumentos em arranjos diversos.

## Biografia
Nascido em Buenos Aires no ano de 1959, inicia seus estudos de guitarra clássica com 9 anos. Dentro de pouco tempo já domina a guitarra elétrica que utiliza na sua primeira banda, a Life. Em 1974, passa a integrar o grupo Madre Atómica, já como baixista.
Em 1977 passa a integrar o grupo Alas. Neste ano tem o primeiro contato com o som de Jaco Pastorius e sua técnica com baixo fretless. O encantamento com o som da técnica era tanto, que Aznar arrancou os trastes do seu primeiro baixo - um SG amarelo de 100 pesos argentinos, que Aznar guarda até hoje.
Em 1978, após a desintegração da Alas, realiza algumas gravações com outras bandas, sempre buscando a experimentação com o baixo fretless. Neste ano, é indicado para integrar um grupo que Charly García - que se encontrava no Brasil - estava montando. 
Nasce então um dos ícones do rock argentino e latino-americano, o Serú Girán. No conturbado momento política da ditadura argentina, o Serú Girán passaria a ser baluarte da resistência frente as atrocidades do regime.
Em 1979, o Serú Girán ainda não havia conquistado o público, mas o lançamento do álbum La Grasa de las Capitales, encanta o público argentino. Neste ano, Aznar compra o seu primeiro piano e inicia seus estudos com Jazz e harmonia.
No ano de 1980 o Serú Girán está consagrado, lotando estádios e recebendo convites para festivais no exterior. 
Foi em um destes festivais, o Rio Monterey Jazz Festival, no Rio de Janeiro, que Aznar teve seu primeiro contato ao vivo com o som do Pat Metheny Group. Encantado com o grupo, Aznar ofereceu algumas fitas demo de gravações caseiras para Pat, segundo ele, em recompensa à beleza da música de Pat.